# ورلدپی
ورلدپی (انگلیسی: Worldpay, Inc.) شرکت خدمات مالی آمریکایی است، که در سال ۱۹۷۱ تأسیس شد.